# Georg Ludwig Korfes

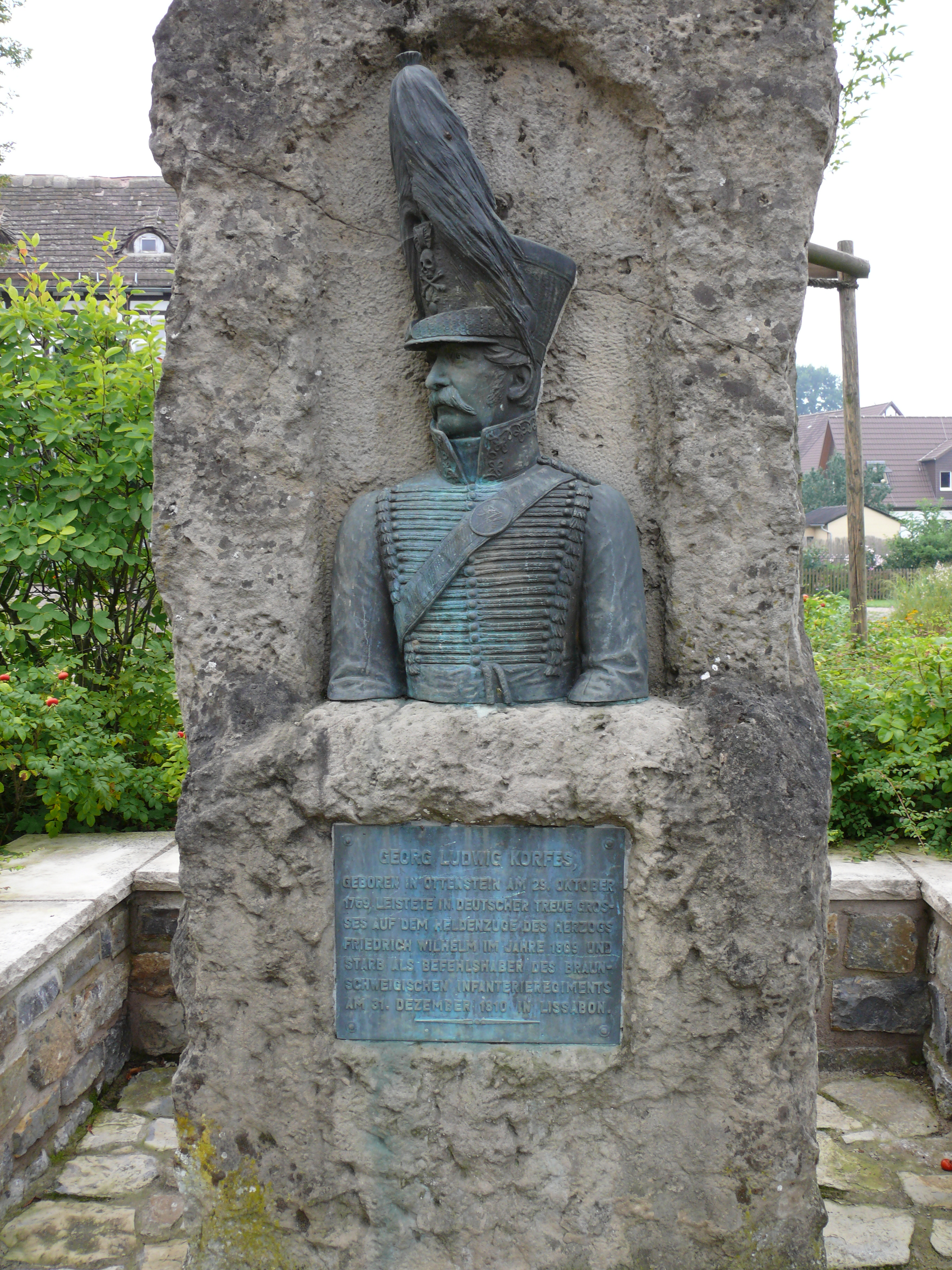
Korfes-Denkmal in Ottenstein

Georg Ludwig Korfes (* 29. Oktober 1769 in Ottenstein; † 31. Dezember 1810 in Lissabon) war ein braunschweigischer Major und Artillerieoffizier.

## Leben
Achtzehnjährig trat Korfes im Jahre 1787 in das Herzoglich Braunschweigische Artilleriebataillon ein und wurde zunächst Freikorporal. Auffallend waren seine guten Mathematikkenntnisse. Am 16. März 1794 wurde er zum Leutnant befördert und nahm 1795 am Feldzug in Holland teil. Korfes wurde im Oktober 1806 kurz vor der Schlacht bei Jena und Auerstedt zum Stabskapitän ernannt und wurde am 26. des Monats bei der Auflösung der braunschweigischen Artillerie außer Dienst gestellt.
Nachdem das Herzogtum Braunschweig infolge französischer Besatzung als Teil des neu geschaffenen „Départements Oker“ Bestandteil des Königreichs Westphalen geworden war, arbeitete Korfes zur Sicherung seines Lebensunterhalts in der Folgezeit unter anderem als Nachhilfelehrer.

## Bei derSchwarzen Schar
Im März 1809 folgte Korfes einem Ruf von Friedrich Wilhelm von Braunschweig-Lüneburg, dem „Schwarzen Herzog“, und wurde Batteriechef und Kapitän im Braunschweiger Freikorps, das nach der Farbe der Uniformen als die „Schwarze Schar“ bezeichnet wurde. Im Juni des Jahres wurde er zunächst Major und am 18. Juli Chef des Generalstabs. Er hatte Anteil am Gelingen des Zuges von Böhmen durch Norddeutschland (beispielsweise am 1. August 1809 im Gefecht bei Ölper). Das Braunschweigische Freikorps schiffte sich im Herbst in Elsfleth ein, von wo aus die Soldaten auf requirierten Schiffen über Helgoland nach Großbritannien gelangten. Dort wurde Korfes am 25. September zum Oberstleutnant und Kommandeur eines britisch-braunschweigischen Infanterieregiments, welches den Kampf gegen Napoleon ab September 1810 in Portugal fortsetzte.
Korfes starb am 31. Dezember 1810 in Lissabon an den Folgen einer Krankheit.

## Nachleben

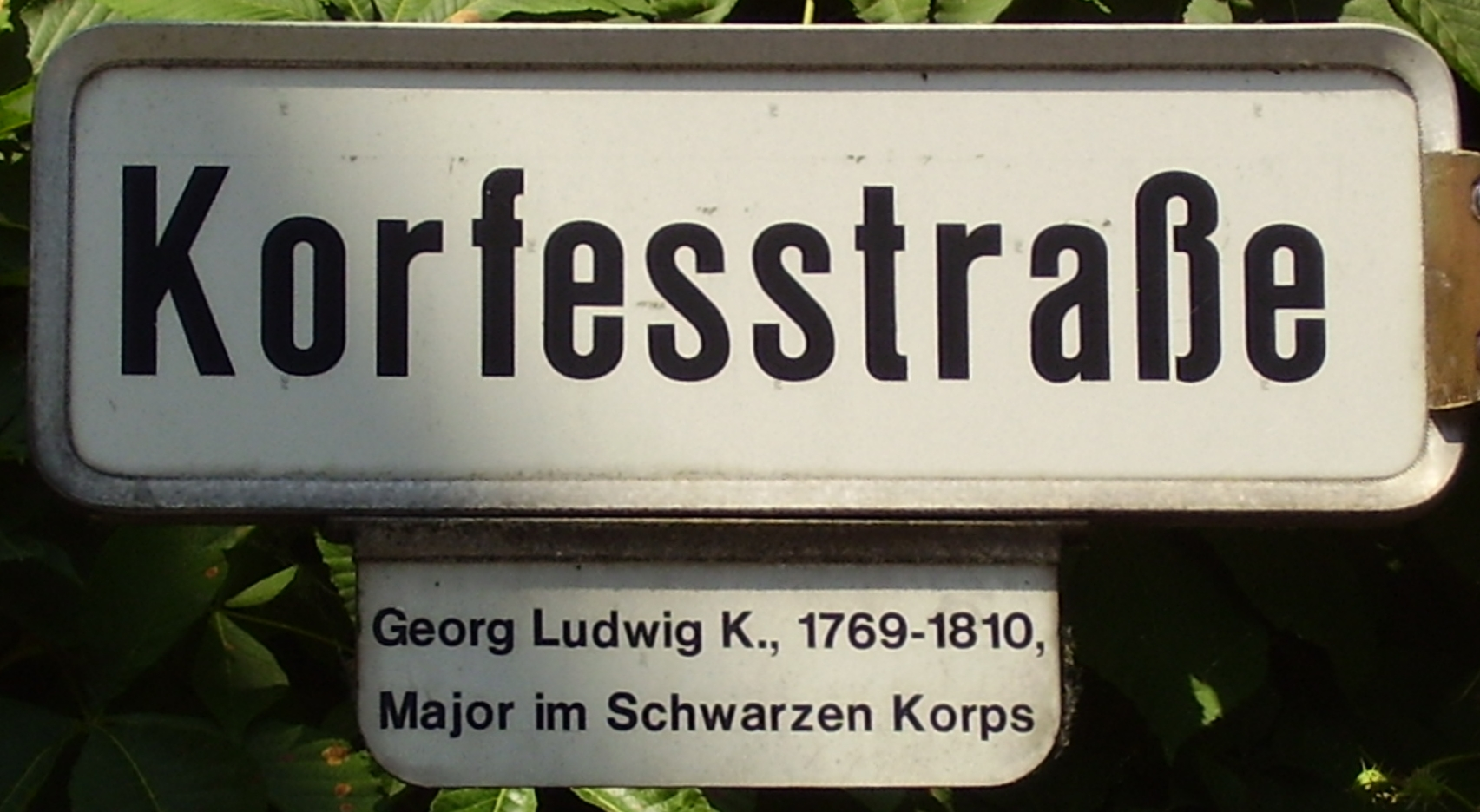
Straßenschild in Braunschweig zur Erinnerung an Korfes

Die Figur des Major Georg Ludwig Korfes erscheint in dem deutschen Spielfilm „Schwarzer Jäger Johanna“ von 1934 (Regie Johannes Meyer), der in der Zeit der napoleonischen Besetzung Deutschlands spielt. Eine Straße im östlichen Ringgebiet Braunschweigs wurde nach Korfes benannt, ebenso eine Straße in seinem Geburtsort.